# LALIGA TV por M+
LaLiga por M+ (anteriormente Movistar LaLiga y LALIGA TV por M+) es un canal de televisión por suscripción español propiedad de Telefónica, dedicado exclusivamente al fútbol, y orientado a la retransmisión del Campeonato Nacional de Liga de Primera División. Está disponible en España a través de Movistar Plus+ y Orange TV, y en Andorra mediante SomTV. Cuenta con varios canales auxiliares (M+ LaLiga 2, M+ LaLiga 3, etc.) que permiten la emisión simultánea de múltiples partidos.

## Historia

### Inicio de las transmisiones televisivas de liga
La primera transmisión en España de un partido del Campeonato Nacional de Liga, se produjo el 24 de octubre de 1954, un Real Madrid–Racing de Santander, disputado en Chamartín, correspondiente a la jornada 7 de la temporada 1954/55. Ya a finales de los años cincuenta, se emitió por primera vez un partido liguero en directo para todo el país, siendo un «Clásico» Real Madrid–Barcelona, disputado en Chamartín el 15 de febrero de 1959, que fue visto por más de un millón de espectadores a través de Televisión Española.
Durante las décadas de los sesenta, setenta y ochenta, la transmisión en directo de un partido de cada jornada de Liga, se convirtió en uno de los espacios más populares y seguidos de la programación de Televisión Española. Se emitió regularmente desde 1963, merced a un acuerdo pionero en toda Europa entre la RFEF y TVE, en el que se emitía el partido que cerraba la jornada liguera los domingos a las 8 de la tarde. Junto a la emisión del partido, se emitieron programas resumen de todos los partidos de la jornada liguera, empezando en 1957 por «Su equipo fuera de casa» o «Graderío», hasta la aparición en 1972, del aún vigente «Estudio Estadio».

### Entrada de la televisión de pago
Ya en los noventa, Televisión Española dejó de tener en exclusiva los derechos, produciéndose una apertura en las transmisiones del campeonato liguero, con la irrupción de la televisión de pago con Canal+, y en la televisión abierto, con las autonómicas de la FORTA. La temporada 1990/91, fue la primera en que se emitía más de un partido por jornada: uno en abierto los sábados (22 horas) por las autonómicas de la FORTA y La 2 de TVE, y otro en codificado los domingos (21 horas) por Canal+, en un reparto que se mantuvo hasta 1997.
En 1997 se aprobó en las Cortes, la conocida mediáticamente como «Ley Cascos», que regulaba los eventos de interés general en las retransmisiones deportivas, obligando a la emisión en abierto, de al menos un partido por jornada.
Entre 1997 y 2009, la titular de los derechos de pago del campeonato fue Audiovisual Sport (AVS), empresa participada mayoritariamente por Prisa/Sogecable y Telefónica Media. El lanzamiento de las plataformas digitales Canal Satélite Digital (Prisa) y Vía Digital (Telefónica), posibilitaron mediante el servicio de pago por visión (PPV), completar la emisión de los diez partidos de la jornada, por lo que la campaña 1997/98, fue la primera en la que se televisaba en directo, la totalidad de la jornada de Primera División. La distribución de las emisiones era: dos partidos en abierto, el habitual de los sábados por autonómicas y La 2 (22 horas) y la novedad del de los lunes por Antena 3 (22 horas), otro el preexistente codificado de los domingos por Canal+ (21 horas), y los siete restantes por la modalidad de PPV, concentrados en el histórico horario de los domingos (17 horas). Desde 1999, únicamente se emitió en abierto, el partido del «prime time» de los sábados.

### Disputas empresariales por los derechos
Iniciado el nuevo siglo, y tras la denominada «I Guerra del Fútbol» entre Sogecable (Prisa) y Admira Sports (Telefónica Media), se produjo la fusión de las dos grandes plataformas del país, conformando Digital+, que entre 2003 y 2008, retransmitió en exclusiva todo el fútbol de pago: ocho partidos en PPV y el denominado «partidazo» de Canal+.
En 2007, se produjo la «II Guerra del Fútbol», fruto de la integración de Mediapro un año antes, en la sociedad AVS, titular de los derechos del campeonato y de mayoría accionarial de Sogecable. Ese reparto de derechos de 2006, provocó en cuanto al partido en abierto de los sábados, la entrada de La Sexta, cadena generalista creada ese mismo año, relevando a las autonómicas de la FORTA entre 2006 y 2012. Referente a las emisiones de pago, la disputa supuso el lanzamiento por parte de Mediapro del canal temático premium Gol Televisión en la temporada 2008/09, presente en varias plataformas de cable, lo que provocó un recrudecimiento en la batalla legal con Sogecable. Finalmente, la siguiente temporada 2009/10, Mediapro y Sogecable alcanzaron un acuerdo trienal (2009–2012), por el cual el canal temático Gol Televisión (Mediapro) y su análogo de nueva creación Canal+ Liga (Sogecable), emitieron los mismos tres partidos por jornada, Canal+ siguió con su primera elección y los cinco restantes en PPV. GolT estuvo presente a través de la TDT Premium y en plataformas de cable, y Canal+ Liga en la plataforma satélite Digital+.
En el trienio 2012–2015, se implantó el horario de jornada continua, para evitar el solape de encuentros de los dos canales temáticos de pago –Canal+ Liga y GolT–, que amplíaron su cobertura incluyendo ocho partidos por jornada, lo que supuso la supresión de la modalidad de PPV. Canal+ emitió el restante partido de pago conocido como el «partidazo», cumpliéndose 25 años de su emisión en 2015, último año que fue emitido. El partido en abierto cambió su fecha de emisión del «prime time» de los sábados al de los lunes, ya sin la presencia de equipos con participación en competición europea.
Fue emitido primeramente por Marca TV y desde marzo de 2013 por Cuatro.

### Comercialización centralizada
En 2015 se aprobó en las Cortes, el Real Decreto-Ley 5/2015, que establece un sistema de comercialización conjunta de los derechos audiovisuales del fútbol profesional, que persigue un reparto más equitativo entre los clubes y evitar conflictos entre operadores televisivos. LaLiga, encargada de esa comercialización, sacó a concurso ese mismo año, únicamente los derechos de la competición para la campaña 2015/16, debido a la premura en la aprobación de la ley, otorgando los nueve partidos de pago a Telefónica, que estrenaba la plataforma Movistar+, fruto de la fusión de Movistar TV con Canal+, y a Televisión Española el partido en abierto que emitiría en Teledeporte.
En el trienio 2016–2019, la cadena BeIN Sports España se hizo con el paquete de ocho partidos, emitidos por su canal temático beIN LaLiga. Movistar Partidazo emitió el partido más destacado de cada jornada y el partido en abierto fue para Gol.

### Lanzamiento de Movistar LaLiga
Este canal temático de pago, primero que emite nueve partidos por jornada de Primera y Segunda División al incorporar el tradicional «partidazo» (el restante partido en abierto de Primera lo emite Gol), fue creado para emitir en territorio nacional este paquete de partidos, por el trienio 2019–2022. Sus derechos fueron adquiridos el 25 de junio de 2018 por Telefónica. El viernes 16 de agosto de 2019, comenzaron las emisiones del canal, coincidiendo con el primer partido de La Liga 2019/20, Athletic–Barcelona, disputado en San Mamés.
El 19 de enero de 2022, Movistar+ cambió de nombre a Movistar Plus+, cambio que contrajo una nueva denominación en sus canales propios y una nueva identidad visual. Movistar LaLiga pasó a denominarse LaLiga por Movistar Plus+.
El 19 de enero de 2022, Movistar+ cambió de nombre a Movistar Plus+, lo que trajo consigo una nueva identidad visual y una actualización en la denominación de sus canales propios. En ese contexto, Movistar LaLiga pasó a llamarse LaLiga por Movistar Plus+.
El 2 de septiembre de 2022, el canal cambió su nombre oficialmente a LALIGA TV por Movistar Plus+ .
En agosto de 2025, la plataforma simplificó nuevamente el nombre del canal a LaLiga por M+, eliminando el sufijo "TV" de su marca. Este cambio vino acompañado de una renovación estética en pantalla y en los nombres de sus canales auxiliares, que pasaron a llamarse «M+ LaLiga 2», «M+ LaLiga 3», etc. La modificación se produjo en el contexto del regreso de la producción de las retransmisiones a Movistar Plus+, tras varios años en los que esta labor había estado a cargo de LaLiga a través de su propia productora, Mediapro y, posteriormente, LaLiga Tech.

## Narradores y comentaristas

### Narradores
- Carlos Martínez (2019-?)
- José Sanchís (2019-?)
- Lluís Izquierdo (2019-?)
- Enrique Pastor (2019-2022) (2025-?)
- Adolfo Barbero (2019-2022) (2025-?)
- Hector Antonio Ruiz (2022-?)
- Jordi Pons (2022-?)
- Alba Oliveros (2022-?)
- Sergio Ferra (2022-?)
- Juanma de la Casa (2025-?)

### Comentaristas
- Iker Casillas (2022-2025)
- Axel Torres (2019-?)
- Guille Uzquiano (2019-2022) (2025-?)
- Jorge Valdano (2019-2022) (2025-?)
- Fernando Morientes (2022-?)
- Gaizka Mendieta (2022-?)
- Jofre Mateu (2022-?)
- Esteban Suárez (2022-?)
- Marcos López (2022-?)
- Miguel Torres (2022-?)
- David Albelda (2022-?)
- Joaquín (2023-?)
- Bernd Schuster (2023-?)
- Julio Maldonado Maldini (2019-2022) (2025-?)
- Iván Zamorano (2023-?)
- Álvaro Benito (2019-2022) (2025-?)
- Mateu Lahoz (2025-?)
- Miguel Ángel Moyá (2021-2022) (2025-?)
- Gerard López (2019-2021) (2025-?)
- Luis Miguel Hinojal (2025-?)

### Pie de campo
- Ismael Medina (2019-?)
- Ricardo Sierra (2019-2022) (2023-?)
- Antonio Callejón (2019-?)
- Isabel Forner (2019-?)
- Inma Rodríguez (2019-?)
- Dani Méndez (2019-?)
- Edu Aguirre (2022-?)
- Albert Fernandez (2022-?)
- Monica Benavent (2022-?)
- Isaac Fouto (2022-?)
- Dario Muela (2019-?)
- Endika Martínez (2019-?)
- Sergio Sánchez (2025-?)

### Comentaristas anteriores
- Michael Robinson (2019-2020)
- Óscar García Junyent (2019)
- Santi Cañizares (2019-2021)
- Santi Segurola (2019-2021)
- Miguel Ángel Román (2019-2022)
- Miquel Soler (2019-2022)
- Gustavo López (2019-2022)
- Javi Casquero (2019-2022)
- Andrés Palop (2019-2022)
- Andoni Zubizarreta (2020-2021)
- Roberto Carlos (2021)
- Paco Jémez (2021)
- Pitu Abelardo (2021-2022)

## Programación
| Campeonato       | Partidos por jornada                                         |
| ---------------- | ------------------------------------------------------------ |
| Primera División | 9/10 partidos por jornada (2019-2022)                        |
| Primera División | 5/10 partidos por jornada, 3 jornadas en exclusiva. (2022-?) |

## Otros programas

### La casa del fútbol (2019-2022)
Es un programa que se hace entre partido y partido en el que ponen la previa y el post partido, resúmenes de la jornada y más.

#### Presentadora
- Danae Boronat (2019-2022)

#### Colaboradores
- Andrés Palop (2019-2022)
- Javier Casquero (2019-2022)
- Santi Segurola (2019-2021)
- Miquel Soler (2019-2022)
- Gerard López (2019-2022)
- Andoni Zubizarreta (2020-2021)
- Leo Franco (?)

### Partidazo de Movistar (2019-2021)
Programa que se emite los domingos a las 23:00 en el que se repasa toda la jornada de Primera, Segunda y más.

#### Presentador
- Juanma Castaño

#### Copresentador
- Álvaro Von Richetti

#### Colaboradores
- Santi Cañizares
- Roberto Palomar
- Álvaro Benito
- Guille Uzquiano
- Gerard López (suplente)
- Jorge Valdano (suplente)

## Logotipos

2019 - 2022
2022
2022 - 2023
2023 - actualidad (ahora sin el TV)